# دختری با خالکوبی اژدها
دختری با خالکوبی اژدها (به انگلیسی: The Girl with the Dragon Tattoo) با نام اصلی مردانی که از زنان نفرت دارند (به سوئدی: Män som hatar kvinnor) رمانی دلهره‌آور روان‌شناختی و جنایی است که توسط نویسنده و روزنامه‌نگار سوئدی استیگ لارسن نوشته شده است. این اولین کتاب از سری میلنیوم است که در اوت سال ۲۰۰۵، یک سال پس از مرگ ناگهانی نویسنده آن، در سوئد منتشر گردید.

## داستان
داستان کتاب با یک جریان مرموز و جذاب شروع می‌شود. هنریک ونگر یک صنعتگر بازنشسته هشتادساله، میکائیل بلومکویست یک محقق، روزنامه‌نگار و ویراستار مجله‌ای به نام هزاره که به تازگی پرونده‌ای را در شرایط بسیار بدی از دست داده، برای تحقیق دربارهٔ ناپدید شدن خواهرزادهٔ خود هریئت، در حدود ۴۰ سال پیش، استخدام می‌کند. غافل از اینکه ونگر قبلاً سابقه شخصی و حرفه‌ای بلومکویست را بررسی کرده بود. هریئت از جزیره‌ای که بیشتر آن متعلق به خانواده ونگر بوده است، ناپدید شده بود. بلومکویست با وجود تردیدی که داشت، بعد از اینکه هنریک به او ۲٬۴ میلیون کرونور را پیشنهاد کرد، در قبال نوشتن کتاب تاریخ خانوادگی ونگرها، کار روی پرونده را قبول کرد. ونگر معتقد بود هریئت که ۳۶ سال پیش ناپدید شده بود، توسط یکی از اعضای خانواده‌اش به قتل رسیده است. او به بلومکویست گفت: من از بیشتر اعضای خانواده خود بیزار هستم، چون بیشتر آن‌ها دزد، خسیس، قلدر و بی‌کفایت هستند. بعد از این ماجرا بلومکویست به جزیره رفته و تحقیقات خود را دربارهٔ خانواده ونگر و ناپدید شدن هریئت در آنجا شروع کرد.
اما نقش اصلی دختر داستان هریئت نبود، بلکه دختری ۲۴ ساله به نام لیسبت سالاندر است. او یک هکر کامپیوتر و دختری دردسرساز دارای حافظه‌ای قوی و روابط اجتماعی ضعیف بود. لیسبت به صورت قانونی تحت نظر شخصی به نام هولگر پالمگرن بود. هولگر تنها کسی است که او به آن اعتماد دارد. اما وقتی هولگر دچار سکته مغزی شد، یک وکیل به نام نیلز بورمن جایگزین او شد که از موقعیت خود برای سوءاستفاده جنسی از لیسبت استفاده می‌کرد. در یکی از روزها لیسبت با کارگذاشتن یک دوربین مخفی صحنه تجاوز بورمن را ضبط کرده و با شکنجه و تهدید کردن از او کنترل کامل بر زندگی شخصی و امور مالی خود را درخواست کرد و انتقام خود را گرفت. در طول جستجو بر روی این پرونده، بلومکویست تصمیم گرفت که نیاز به یک دستیار دارد و وکیل ونگر لیسبت سالاندر را معرفی کرد. وقتی گزارشی که دربارهٔ او برای ونگر نوشته شده بود را دید، متوجه شد لیسبت او را هک کرده و به اطلاعات او دست یافته است اما بلومکویست به لیسبت پیشنهاد همکاری در این پرونده را داد و لیسبت نیز برای حل این پرونده مرموز به او محلق شد.

## اقتباس سینمایی
در سال ۲۰۰۹، توسط استودیو سوئدی یلو برد و به کارگردانی نیلس آردن اپلو اولین قسمت دختری با خالکوبی اژدها با بازی نومی راپاس و مایکل نیکویست دستمایه اقتباس سینمایی قرار گرفت. نسخه هالیوودی فیلم نیز به کارگردانی دیوید فینچر و بازی دنیل کریگ و رونی مارا در ۲۱ دسامبر ۲۰۱۱ منتشر گردید.